# Телятниково (Карелия)
Телятниково — деревня в составе Великогубского сельского поселения Медвежьегорского района Республики Карелия.

## Общие сведения
Расположена в южной части Заонежского полуострова на Онежском озере, на берегу Кижского пролива, отделяющего полуостров от острова Большой Климецкий.
В 2008 году в деревне построена деревянная церковь Илии Пророка.

## Памятники археологии
В 1,6 км к северо-западу от деревни Телятниково и в 1,8 км к западу от деревни Жарниково, примерно в 800 м к северу от побережья залива Вожмариха Онежского озера, находится неолитическое поселение Вожмариха 1 с более ранней ямочно-гребенчатой и более поздней с гребенчато-ямочной керамикой.

## Население
| 2002 | 2010 | 2013 |
| ---- | ---- | ---- |
| 5    | ↗7   | ↘4   |